# Julien Campo
Pour les articles homonymes, voir Campo.
Pas d'image ? Cliquez ici

a Compétitions nationales et continentales officielles uniquement.

Julien Campo, né le 1er mai 1981 à Auch, est un joueur français de rugby à XV évoluant au poste de talonneur (1,80 m pour 96 kg).
Il termine sa carrière sportive en retournant à Auch sa ville d’origine.
Il signe pour le nouveau club local, le RC Auch pour une saison en 2017-18 et obtient la montée en Fédérale 3.

## Carrière
- FC Auch jusqu'en 2001
- US Colomiers 2001-2002
- Biarritz olympique 2002-2004
- CA Brive 2004-2007
- FC Grenoble 2007-2010
- FC Villefranche de Lauragais 2010-2013
- RC Auch 2017-2018

## Palmarès
- International -19 ans : champion du monde 2000 en France.
- International -21 ans : participation au championnat du monde 2002 en Afrique du Sud.